# Monarki

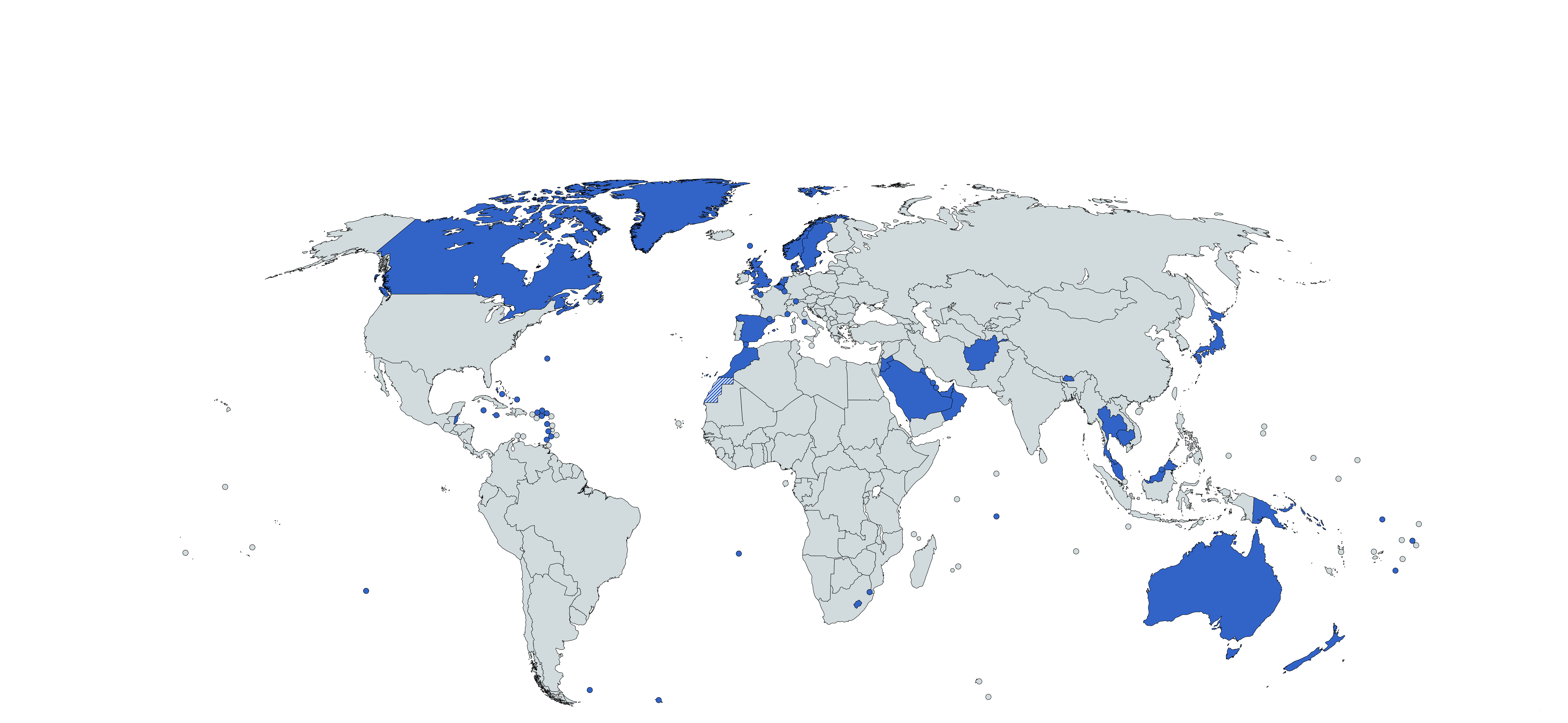
Länder som har monarki som statsskick

Monarki (från grekiska monos, 'en', och archein, 'att härska') är ett statsskick i vilket statschefen är en monark. Det har tidigare i historien ofta funnits valmonarkier, men i nutida monarkier går tronen nästan alltid i arv inom en och samma ätt. Något som skiljer en monarki från en republik är att i en monarki är monarken oftast statschef på livstid, medan statschefen i en republik normalt är vald för en viss ämbetsperiod. Det finns i dag 29 monarkier i världen.
Monarkin har olika namn beroende på vilken titel statschefen har. Är det en konung eller drottning kallas den konungadöme. Är det en hertig eller hertiginna kallas den hertigdöme. Är det en furste eller furstinna kallas den furstendöme. Är det en kejsare eller kejsarinna kallas den kejsardöme. Är det en påve kallas den påvedöme. Är det en sultan kallas den sultanat. Är det en emir kallas den emirat.

## Historik
Monarkin är en av de äldsta formerna av statsstyre och har sin grund i hur stammar styrdes. Många monarkier har sin grund i att monarken sågs som gudomens/gudarnas representant på jorden och sade sig ha korats direkt av dessa (”konung av Guds nåde”). Monarken tänktes styra på nåd av gudomligheten och blev störtad eller offrad till gudarna om det verkade uppenbart att deras inställning gentemot honom hade försämrats. I forntida riken var härskaren ofta samtidigt präst. Faraonerna var konung, präst och gud i en och samma person. Kejsar Hirohito av Japan avsade sig sin gudomliga status efter andra världskriget för att få behålla tronen. Dock anses han fortfarande vara ättling till solgudinnan Amaterasu. I Thailand liksom i Kambodja anses konungafamiljen ha i det närmaste gudomlig status. Så var även fallet i de för-columbianska rikena i Mellan- och Sydamerika. Andra monarker fick sin makt genom att vinna stöd hos vissa grupper eller kaster i samhället.
Sedan början av 1800-talet har många av världens monarkier upphört att existera eller övergått till att bli parlamentära demokratier. Demokratiska länder som bevarat monarken som statschef har oftast begränsat monarkens makt genom att bli konstitutionella monarkier. Ett fåtal länder i världen är fortfarande absoluta monarkier i vilka monarken är enväldig, exempelvis Brunei, Bhutan, Kuwait, Saudiarabien och Swaziland. I andra länder, som Jordanien och Marocko, har monarken ännu i våra dagar stora maktbefogenheter. På senare tid har i ett fåtal monarkier statschefen faktiskt kunnat flytta fram sin position; i Liechtenstein har monarken givits befogenhet att avskeda regeringen utan anledning.
Till monarkin har åtminstone i Europa hört vissa rättigheter för monarken – regale – som dock kunde överlåtas genom privilegier och privilegiebrev. Några sådana regale var myntregale, jaktregale, vattenregale, bergsregale, postregale och saltregale.

## Olika former av monarki
I flertalet monarkier fungerar monarken som en symbol för, i de flesta fall, uråldrig kontinuitet och för statsskicket i sig. Människor som förordar monarki framför republik anser så gott som alltid att en monark står ovanför sina undersåtar och att denne på ett mer eller mindre självklart sätt innehar en särställning. Han eller hon får gärna vara ”folklig”, men bör ändå upprätthålla en viss distans till gemene man. Den övervägande delen av alla monarkier är numera fullt fungerande rättsstater och monarken har begränsad eller – som i Sverige – ingen politisk makt. En suverän, även utan politisk makt, fungerar som en gemensam ”galjonsfigur” för landets invånare oavsett ursprung och politisk hemvist.

### Monarkens maktställning
Det finns olika former av monarkier. En viktig distinktion är den makt monarken besitter:
- Absolut monarki: Här har monarken enväldig makt. I den mån offentlig makt utövas av andra är det för att monarken själv har delegerat delar av makten.
- Konstitutionell monarki: Här är monarkens maktbefogenheter reglerade i en grundlag, där monarken inte själv kan tillvälla sig ytterligare makt. Sverige är en konstitutionell monarki; se Sveriges monarki och successionsordningen.

### Monarkens titel
Medan statschefen i en republik nästan undantagslöst kallas president, oavsett det språk som talas i landet, har monarker världen över mycket olika inhemska titlar. Detta inte enbart för att språken i världen är så många, utan kanske främst på att ordet för ’härskare’ nästan undantagslöst stammar ur något begrepp av särskilt stor vikt för den kultur i vilket det uppstått. Svenskans ord ’konung’ går tillbaka på ett ’konr’ som betyder ’förnäm man’  och exempelvis den aztekiska härskartiteln tlatoani betyder ’den som talar (väl)’. Titeln för en kvinnlig härskare är oftast en feminin form av den manliga titeln, men det nordiska ’drottning’ och engelskans ’queen’ utgör ovanliga undantag. Det är inte fel att översätta utländska, furstliga titlar med furste, konung respektive kejsare. Ett par utländska titlar har emellertid letat sig in i svenskan och har kvar sin egen form av lång tids hävd.
Några av de titlar för en suverän som används eller har använts är följande:
| - Kejsare / kejsarinna - Konung / drottning - Tsar / tsaritsa - Sultan - Storfurste / storfurstinna - Furste / furstinna - Storhertig / storhertiginna - Hertig / hertiginna | - Emir - Stormogul - Raja - Maharaja - Shah - Negus - Farao – gällde även en kvinnlig härskare - Tlatoani – gällde även en kvinnlig härskare |

## Succession
Man skiljer på arvmonarki och valmonarki.
Reglerna för successionsordning varierar i olika monarkier, men generellt i en konstitutionell monarki regleras denna i lag som stiftas av en representativ församling, till exempel ett parlament. I en arvmonarki går statschefens position i arv mellan medlemmarna inom en enda familj eller ätt. I flertalet av de kvarvarande europeiska monarkierna innebär successionen att monarken skall efterträdas genom primogenitur, det vill säga att hans äldste son står först i tur, därefter hans yngre söner. Först i fallet då ingen manlig tronarvinge finns att tillgå kommer döttrarna i fråga. Om ingen lämplig tronarvinge står till buds kan en ny monark väljas, oftast då ur något annat lands konungahus. Månget krig har genom historiens gång startats på grund av att reglerna för successionen i ettdera av de krigförande länderna varit oklara.
En suverän är så gott som alltid landets högste beskyddare av dess förhärskande religion. I de monarkier som är medlemmar i europeiska rådet och som skrivit under europakonventionen om mänskliga rättigheter är det emellertid oklart om kravet på att tillhöra en viss religion är förenligt med religionsfriheten. I Storbritannien ställs religionstillhörighet som krav i Act of Settlement 1701 och i Sverige i successionsordningen. 
Sverige var först med att inrätta en jämlik arvsrätt 1980 men en förändring i successionsordningen, vilket ger den förstfödde oavsett kön arvsrätten. De övriga europeiska husen har följt denna förändring med Nederländerna (1983), Norge (1990), Belgien och Danmark (1991). Premiärministern från Storbritannien och de övriga 16 premiärministrarna i brittiska samväldet skrev under ett avtal 2013 i Perth.
I en del autokratier, företrädesvis i kommunistiska och i militärdiktatoriska sådana, tycks det som om statschefsrollen går i arv, utan att dessa länder kallar sig för monarkier, exempelvis Nordkorea och Syrien. I sådana länder är det en omöjlighet att erhålla en maktposition av vad slag det vara månde utan att ha en mycket nära relation med det ledande skiktet. Även i länder som är demokratiska, exempelvis Sverige, sker tillsättningen av höga statsposter de facto av statsministern, av regeringen eller av det/de regerande partiet/-erna utan föregående val, men här grundar sig denna maktutövning ändå på demokratiska former genom ett ansvar inför den valda folkförsamlingen (parlamentarism).

## Upplösning av en monarki
En monarki kan upphöra på flera sätt: genom en revolution (exempelvis i Frankrike och Ryssland), genom att monarken mer eller mindre självmant väljer att avgå (exempelvis i Tyskland) eller genom en folkomröstning där folket väljer att i stället bilda en republik (exempelvis i Italien).
I ett par länder har monarkin avskaffats men återuppstått (exempelvis England och Spanien). I några fall har monarken suspenderats under ett antal år, vilket skedde i Spanien mellan 1947 och 1975 och Ungern mellan 1920 och 1944.
En monark som allmänt hålles för att vara den legitima statschefen, eller som själv anser sig vara det och vars anhängare ser monarkin som orättmätigt avskaffad, kallas för tronpretendent.

## Udda former
Andorra är världens enda samfurstendöme (franska co-principauté, katalanska co-principat) där Frankrikes president och biskopen i Urgel är statschefer. Ibland kan de delstater som bildar en federation vara monarkier, exempelvis Förenade arabemiraten där monarkerna tillsammans väljer en president. I Malaysia finns det en federal konung som kallas Yang di-Pertuan Agong (överväldig härskare). Denne väljs av och bland de nio sultanerna som är arvtagare till härskarna av de stater som bildar Malaysia. Samoa var fram till 2007 delvis en monarki med Malietoa Tanumafili II som furste/konung (hans titel var malietoa) på livstid men samregerande med en demokratiskt vald president.
Förutom att vara den romersk-katolska kyrkans ledare är påven även härskare över Vatikanstaten. Eftersom katolska präster måste leva i celibat kan han således inte ge upphov till någon biologisk arvtagare. Hans efterträdare väljs därför av kardinalerna vid en så kallad konklav. Trots detta styrdes den katolska kyrkans ledning under medeltiden nästan enväldigt av ett fåtal starka italienska furstefamiljer. Åtskilliga påvar utnämndes bland släktingarna i dessa familjer. (Se vidare nepotism.)

## Nutida monarkier i världen
Det finns 43 självständiga monarkier i världen, varav 15 är samväldesriken som erkänner konung Charles III som sitt statsöverhuvud.
|  |

| Stat                           | Titel | Styrelseform                                                       | Nuvarande regent                             | Noterbart |
| Andorra                        | furste (två samregerande furstar)                                                                                      | konstitutionell monarki                                            | Emmanuel Macron och Joan Enric Vives Sicília | Statschefer är biskopen av Urgell och Frankrikes president, såsom arvtagare till den franska kronans rätt till grevskapet Foix. Den enda monarkin med två statschefer i världen |
| Antigua och Barbuda            | Konung eller drottning                                                                                                 | konstitutionell monarki                                            | Charles III                                  | Samväldesrike. Monarken representeras av en generalguvernör, för närvarande Louise Lake-Tack |
| Australien                     | Konung eller drottning                                                                                                 | konstitutionell monarki                                            | Charles III                                  | Samväldesrike. Monarken representeras av Australiens generalguvernör |
| Bahamas                        | Konung eller drottning                                                                                                 | konstitutionell monarki                                            | Charles III                                  | Samväldesrike. Monarken representeras av en generalguvernör, för närvarande Arthur Foulkes |
| Bahrain                        | Konung (Malik) | Absolut monarki med inslag av konstitutionell monarki              | Hamad ibn Isa al-Khalifah                    | Betitlad emir fram till 2002. |
| Belgien                        | Konung eller drottning                                                                                                 | konstitutionell monarki                                            | Philippe                                     | |
| Belize                         | Konung eller drottning                                                                                                 | konstitutionell monarki                                            | Charles III                                  | Samväldesrike. Monarken representeras av en generalguvernör, för närvarande Sir Colville Young |
| Bhutan                         | Konung (Druk Gyalpo, "Drakkonung")                                                                                     | Konstitutionell monarki                                            | Jigme Khesar Namgyal Wangchuck               | |
| Brunei                         | Sultan | Absolut monarki, sultanat                                          | Hassanal Bolkiah                             | |
| Danmark                        | Konung eller drottning                                                                                                 | konstitutionell monarki                                            | Frederik X                                   | Successionsordningen ändrad år 1953 för att tillåta kvinnliga statschefer. I riket ingår även Grönland och Färöarna. |
| Förenade arabemiraten          | President | konstitutionell monarki, federation                                | Khalifa bin Zayed Al Nahyan                  | Regenterna i de sju monarkier (emirat) som bildar Förenade arabemiraten väljer en av dem själva till president. Historiskt sett har oftast emiren av Abu Dhabi valts. |
| Grenada                        | Konung eller drottning                                                                                                 | konstitutionell monarki                                            | Charles III                                  | Samväldesrike. Monarken representeras av en generalguvernör, för närvarande Carlyle Glean |
| Jamaica                        | Konung eller drottning                                                                                                 | konstitutionell monarki                                            | Charles III                                  | Samväldesrike. Monarken representeras av en generalguvernör, för närvarande Patrick Allen |
| Japan                          | Kejsare (Tenno) | konstitutionell monarki                                            | Naruhito                                     | Världens för närvarande enda kejsardöme; efter Japans nederlag i andra världskriget har monarken inte längre någon makt. |
| Jordanien                      | Konung (Malik) | Absolut monarki med inslag av konstitutionell monarki              | Abdullah II                                  | Monarkin etablerades med stöd av Storbritannien år 1921. Konungaätten är en gren av den hashimitiska ätten, som härstammar från profeten Muhammed. |
| Kambodja                       | Konung av Kambodja, variationer som förekommer är: Brhat Pada, Samdach Brhat, Varman, Rajadhiraja, Parama, och Adipati | konstitutionell monarki                                            | Norodom Sihamoni                             | Monarkin återinförd år 1993. |
| Kanada                         | Konung eller drottning                                                                                                 | konstitutionell monarki                                            | Charles III                                  | Samväldesrike. Monarken representeras av Kanadas generalguvernör. |
| Kuwait                         | Emir, Amir ad-Dawlat al-Kuwayt ("Emir över staten Kuwait")                                                             | Absolut monarki med inslag av konstitutionell monarki              | Sabah al-Ahmad al-Jabir as-Sabah             | Var känd som Hakim al-Kuwayt "Härskare över Kuwait" (felaktigt känd som "sheikh" liksom många andra arabiska regenter fram till 1961). |
| Lesotho                        | Konung | Absolut monarki med inslag av semi-konstitutionell monarki         | Letsie III                                   | |
| Liechtenstein                  | Furste | Konstitutionell monarki, furstendöme                               | Hans-Adam II                                 | Vissa makter delegerade till arvprins Alois. |
| Luxemburg                      | Storhertig eller storhertiginna                                                                                        | konstitutionell monarki, storhertigdöme                            | Henri                                        | Världens enda kvarvarande storhertigdöme. Luxemburg var i personalunion med Nederländerna fram till år 1890. |
| Malaysia                       | Konung (Yang di-Pertuan Agong, "överväldig härskare")                                                                  | konstitutionell monarki, federation                                | Mizan Zainal Abidin                          | Formellt ett valkonungadöme, i praktiken roterar statschefsrollen mellan halvöns nio arvtagare i perioder om fem år vardera. |
| Monaco                         | Furste | Absolut monarki med inslag av konstitutionell monarki, furstendöme | Albert II av Monaco                          | Sista suveräna monarkin som står under Frankrikes beskydd. |
| Marocko                        | Konung (Malik) | Absolut monarki med inslag av konstitutionell monarki              | Mohammed VI                                  | Tidigare ett sultanat. Västsahara står under marockansk militärockupation |
| Nederländerna                  | Konung eller drottning                                                                                                 | konstitutionell monarki                                            | Willem-Alexander                             | I konungariket Nederländerna ingår Nederländerna, Aruba, Curaçao och Sint Maarten. |
| Norge                          | Konung eller drottning                                                                                                 | konstitutionell monarki                                            | Harald V                                     | Till Norge hör även Bouvetön, Jan Mayen och Svalbard. |
| Nya Zeeland                    | Konung eller drottning                                                                                                 | konstitutionell monarki                                            | Charles III                                  | Samväldesrike. Monarken representeras av Nya Zeelands generalguvernör. I riket ingår Cooköarna, Niue och Tokelau |
| Oman                           | Sultan | Absolut monarki, sultanat                                          | Qabus ibn Said                               | Tidigare Sultanatet Muscat och Oman, från 1970 Sultanatet Oman |
| Papua Nya Guinea               | Konung eller drottning                                                                                                 | konstitutionell monarki                                            | Charles III                                  | Samväldesrike. Monarken representeras av en generalguvernör, för närvarande Sir Paulias Matane |
| Qatar                          | Emir | Absolut monarki, emirat                                            | Tamim bin Hamad al-Thani                     | tidigare Hakim Qatar "Härskare över Qatar", från 3 september 1971: Amir Dawlat Qatar "staten Qatars emir" |
| Saint Kitts och Nevis          | Konung eller drottning                                                                                                 | konstitutionell monarki                                            | Charles III                                  | Samväldesrike. Monarken representeras av en generalguvernör, för närvarande Sir Cuthbert Sebastian |
| Saint Lucia                    | Konung eller drottning                                                                                                 | konstitutionell monarki                                            | Charles III                                  | Samväldesrike. Monarken representeras av en generalguvernör, för närvarande Dame Pearlette Louisy |
| Saint Vincent och Grenadinerna | Konung eller drottning                                                                                                 | konstitutionell monarki                                            | Charles III                                  | Samväldesrike. Monarken representeras av en generalguvernör, för närvarande Frederick Ballantyne |
| Saudiarabien                   | Konung (malik) | Absolut monarki                                                    | Salman bin Abdul Aziz                        | Saudiarabien förenades år 1932. Konungen är även beskyddare av de heliga städerna (det vill säga Mekka och Medina). |
| Salomonöarna                   | Konung eller drottning                                                                                                 | konstitutionell monarki                                            | Charles III                                  | Samväldesrike. Monarken representeras av en generalguvernör, för närvarande Sir Frank Kabui |
| Spanien                        | Konung eller drottning                                                                                                 | konstitutionell monarki                                            | Felipe VI                                    | I riket ingår Kanarieöarna, Ceuta och Melilla. Konungen bär av historiska skäl även titeln konung av Jerusalem. Monarkin återställdes år 1975. |
| Storbritannien                 | Konung eller drottning                                                                                                 | konstitutionell monarki                                            | Charles III                                  | Också Kung över Guernsey, Jersey, Isle of Man, och de icke-suveräna staterna Anguilla, Bermuda, Brittiska Jungfruöarna, Brittiska territoriet i Indiska oceanen, Caymanöarna, Falklandsöarna, Gibraltar, Montserrat (ö), Pitcairnöarna, Sankt Helena, Ascension, Tristan da Cunha, Sydgeorgien och Sydsandwichöarna och Turks- och Caicosöarna. |
| Sverige                        | Konung eller drottning                                                                                                 | konstitutionell monarki                                            | Carl XVI Gustaf                              | Successionsordningen ändrades 1979 för att tillåta kvinnliga arvtagare. |
| Swaziland                      | Konung (också Indovuzaki)                                                                                              | Absolut monarki                                                    | Mswati III tillsammans med Ntombi)           | För närvarande pågår en demokratiseringsprocess |
| Thailand                       | Konung | konstitutionell monarki                                            | Maha Vajiralongkorn                          | |
| Tonga                          | Konung eller drottning                                                                                                 | Konstitutionell monarki                                            | Tupou VI                                     | |
| Tuvalu                         | Konung eller drottning                                                                                                 | Konstitutionell monarki                                            | Charles III                                  | Samväldesrike. Monarken representeras av en generalguvernör, för närvarande Filoimea Telito |
| Vatikanstaten                  | Påve | Absolut monarki, teokrati                                          | Franciskus                                   | Suverän furste av den Heliga Stolen, vald av kardinaler i konklav |

## Nutida submonarkier i världen
Det förekommer att vissa monarker går ihop och bildar en federal regering; exempelvis består Förenade arabemiraten av flera emirat och Malaysia består av flera sultanat. I vissa länder kan monarker eller stamhövdingar fortsätta att existera som härskare av en provins eller ett territorium som ingår i en republik. Det är inte ovanligt att dessa styrelseformer liknar en traditionell monarki; monarken har ett hov, prestige och inflytande samt ibland även centralmaktens välsignelse för sin verksamhet. Andra submonarker verkar i det fördolda eller till och med i exil.
| Submonarkier: monarkier som ingår i andra stater (exkl. Förenade arabemiraten och Malaysia). |                                                  |                                                   | |
| Territorium                                                                                  | Titel                                            | Nuvarande regent                                  | Noterbart |
| Alo (Wallis- och Futunaöarna)                                                                | Konung av Tu'a                                   | Soane Patita Maituku                              | Rådet för territoriet Wallis- och Futunaöarna består av tre konungar och tre medlemmar som blivit tillsatta av administratören för Wallis och Futuna efter konsultation med Assemblée territoriale. |
| Ankole (Uganda)                                                                              | Omugabe av Ankole                                | Ntare VI                                          | Efter konstitutionella reformer år 1993 återställde Ugandas regering flera traditionella monarkier.                                                                                                 |
| Ashanti (Ghana)                                                                              | Asantehene                                       | Otumfuo Nana Osei Tutu II                         | Traditionell monarki i Ghana. |
| Buganda (Uganda)                                                                             | Kabaka av Buganda och Nnabagereka av Buganda     | Muwenda Mutebi II och Drottning Sylvia av Buganda | Efter konstitutionella reformer år 1993 återställde Ugandas regering flera traditionella monarkier.                                                                                                 |
| Bunyoro (Uganda)                                                                             | Omukama av Bunyoro                               | Iguru                                             | Efter konstitutionella reformer år 1993 återställde Ugandas regering flera traditionella monarkier.                                                                                                 |
| Busago (Uganda)                                                                              | Kyabazinga av Busoga                             | Henry Wako Muloki                                 | Efter konstitutionella reformer år 1993 återställde Ugandas regering flera traditionella monarkier.                                                                                                 |
| Sigave (Wallis- och Futunaöarna)                                                             | Konung av Sigave                                 | Visesio Moeliku                                   | Rådet för territoriet Wallis- och Futunaöarna består av tre konungar och tre medlemmar som blivit tillsatta av administratören för Wallis och Futuna efter konsultation med Assemblée territoriale. |
| Surakarta (Indonesien)                                                                       | Sunan av Surakarta                               | Paku Buwono XIII                                  | Traditionell monarki i Java. |
| Tibet (Landet är under militär ockupation av Folkrepubliken Kina)                            | Dalai lama                                       | Tenzin Gyatso                                     | Den nuvarande Dalai laman leder en teokratisk exilregering, i Dharamsala som ligger i norra Indien. Dalai laman försöker att genomdriva en demokratiseringsprocess.                                 |
| Toro (Uganda)                                                                                | Omukama av Toro                                  | Rukidi IV av Toro                                 | Efter konstitutionella reformer år 1993 återställde Ugandas regering flera traditionella monarkier.                                                                                                 |
| Uvea (Wallis- och Futunaöarna)                                                               | Tui 'Uvea (Konung, också kallad Hau och Lavelua) | Tomasi Kulimoetoke II                             | Rådet för territoriet Wallis- och Futunaöarna består av tre konungar och tre medlemmar som blivit tillsatta av administratören för Wallis och Futuna efter konsultation med Assemblée territoriale. |
| Yogyakarta (Indonesien)                                                                      | Sultan av Yogyakarta                             | Hamengku Buwono X                                 | Sultanen är guvernör av regionen, den enda monark i Indonesien med politisk makt. |
| Zululand (Sydafrika)                                                                         | Konung av Zulufolket                             | Goodwill Zwelethini kaBhekuzulu                   | Även om konungen inte har någon politisk makt erhåller han ett stipendium från Sydafrikas regering och har fortfarande betydligt stöd bland zulufolket i KwaZulu-Natal.                             |

## Självständiga monarkier som tidigare har varit republiker
- Kambodja
- Nederländerna
- Spanien

## Självständiga stater som upphört att vara monarkier
| - Afghanistan 1973 - Albanien 1944 - Barbados 2021 - Brasilien 1889 - Bulgarien 1946 - Burundi 1966 - Centralafrikanska republiken 1979 - Egypten 1953 - Etiopien 1974 - Finland 1919 - Fiji 1987 - Frankrike 1871 - Gambia 1970 - Ghana 1960 - Grekland 1924, åter monarki 1935, monarkin avskaffad igen 1974 - Guyana 1970 - Haiti 1806, åter monarki 1811, monarkin avskaffad igen 1820 - Indien 1950 - Irak 1958 - Iran 1979 - Irland 1949 - Island 1944 - Italien 1946 - Jemen 1962 - Kenya 1964 - Kina 1911 | - Korea 1910 - Laos 1975 - Libyen 1969 - Madagaskar 1897 - Malawi 1966 - Malta 1974 - Mauritius 1992 - Mexiko 1823, åter monarki 1863, monarkin avskaffad igen 1867 - Montenegro 1945 - Myanmar 1886 - Nepal 2008 - Nigeria 1963 - Pakistan 1965 - Portugal 1912 - Rumänien 1947 - Ryssland 1917 - Serbien 1945 - Sierra Leone 1971 - Sri Lanka (Ceylon) 1972 - Sydafrika 1961 - Trinidad och Tobago 1976 - Tunisien 1957 - Turkiet 1921 - Tyskland 1918 - Uganda 1963 - Ungern 1946 - Vietnam 1955 - Österrike 1918 |

## Före detta konungadömen som upphört att existera som självständiga stater
| - Algarve - Aragonien - Ashanti - En mängd mellanamerikanska småriken: Texcoco, Tlacopan, Culhuacan, Cuauhnahuac, Tollan/Tula m.fl. - Baden - Bayern - Benin (som inte är samma land som den nuvarande republiken Benin) - Burgund - Böhmen - Dahomey - England - Ghanariket (som inte är samma land som den nuvarande republiken Ghana) - Hawaii - Hijaz - Kungariket Jerusalem - Jugoslavien - Kastilien - Kiev - Kanem-Bornu - Kongoriket (som inte är samma land som de nuvarande republikerna Kongo) - Kush - León | - Lonago - Lunda - Mali (som inte är samma land som den nuvarande republiken Mali) - Najd - Navarra - Neapel - Nubien - Osmanska riket - Preussen - Sachsen - Sardinien - Sicilien - Sikkim - Skottland - Songhai - Sparta (dubbelmonarki) - Stora Zimbabwe - Tanganyika - Württemberg - Zanzibar |

## Ett urval historiska kejsardömen
| - Brasilien - Indien (1876-1947 under den brittiske monarken) - Bulgarien - Bysantinska riket - Centralafrikanska kejsardömet - Etiopien - Frankrike - Haiti - Inkariket - Kalifatet i Bagdad - Kina | - Korea - Mexiko – på 1800-talet - Mexiko-Tenochtitlán - från och med tlatoani Itzcoatl 1428–1440 - Mogulriket - Persien - Romarriket - Ryssland - Serbien - Tyskland - Tysk-romerska riket - Österrike |